# Povoletto
Povoletto (Paulêt in friulano) è un comune italiano di 5 384 abitanti del Friuli-Venezia Giulia.

## Simboli
Lo stemma e il gonfalone sono stati concessi con DPR del 21 marzo 1956.
Il gonfalone è un drappo partito di azzurro e di bianco.

## Geografia fisica
Il territorio di Povoletto costeggia la sponda sinistra del torrente Torre nella zona di transizione tra l’alta pianura friulana e i rilievi settentrionali delle Prealpi Giulie. Oltre al capoluogo comunale, Povoletto (il cui nome deriva dal termine latino “populus”, ossia pioppo), il Comune conta le frazioni di Bellazoia, Belvedere, Grions, Magredis, Marsure di Sopra, Marsure di Sotto, Primulacco, Ravosa, Salt, Savorgnano del Torre, Siacco. Importante centro di produzione vinicola, dista 9 km circa da Udine cui è collegato da una strada provinciale. Da alcuni anni la Tangenziale Est di Udine, ad ovest dell'abitato di Povoletto, permette di collegare direttamente il Comune con i Comuni di Tricesimo e Remanzacco.

## Storia
L'uomo si è insediato a Povoletto fin dalla preistoria. Alla presenza celtica, suggerita da alcuni toponimi, è seguita quella romana che ha inciso radicalmente nell’assetto del territorio mediante la centuriazione dei terreni di pianura. Alla caduta dell’impero, la presenza longobarda in Friuli è testimoniata da un atto del 762 che cita il monastero di Salt: i tre ricchi fratelli Erfo, Anto e Marco destinano le case di Siacco e Magredis e altri beni alla fondazione benedettina lungo la riva del Torre dove si è ritirata loro madre Piltrude. È soprattutto il nome di Savorgnano ad assurgere a ruolo di primaria importanza nell’età successiva, quella patriarcale. Nel 922 l’imperatore Berengario autorizza a rafforzare e fortificare il castello della Motta, la fortezza eretta sullo sperone orientale della collina di Savorgnano. Dal momento che quel feudo consentiva il controllo della presa delle rogge che da lì si distaccavano verso la città di Udine, i Savorgnan sono assurti al potente ruolo di “signori dell’acqua”. Al periodo del dominio della Repubblica veneta appartengono le chiesette di San Pietro a Magredis e di San Nicolò a Primulacco, affrescate da Gian Paolo Thanner, di San Leonardo a Bellazoia, di San Vitale a Siacco. Nella seconda metà del Quattrocento Povoletto è stato incendiato dai Turchi e ha condiviso le sorti della Serenissima, il cui declino è seguito dall’alternarsi delle dominazioni francesi e austriache. Annesso nel 1866 al Regno d’Italia, durante la seconda guerra mondiale il territorio del Comune fu coinvolto dalle attività della resistenza friulana con la partecipazione delle Brigate Garibaldi e delle Brigate Osoppo. Nel 1944 è stato teatro di una battaglia che si è conclusa con la conquista del Municipio, ultimo baluardo rimasto ai nazifascisti. Ingenti sono stati i danni causati dal terremoto del 1976.

## Monumenti e luoghi d'interesse
- Castello della Motta a Savorgnano del Torre;
- Antiquarium della Motta e Mostra del Fossile presso Villa Pitotti;
- Monastero longobardo di Salt - Come riportato da un manoscritto del Codice Diplomatico Longobardo, nel 762 tre fratelli longobardi Erfo, Anto e Marco, figli del duca Pietro del Friuli, oltre a fondare l'Abbazia di Sesto al Reghena, fondarono un monastero femminile a Salt[9], dove si ritirò la loro madre Piltrude. Per cause ignote, tra l'875 e l'888circa, le monache benedettine di Salt abbandonarono il convento ritirandosi con pochi averi e le preziose reliquie dei Santi Agape, Anastasia, Cionia, Grisogono, Irene e Zoilo, nonché il corpo di Piltrude, nel monastero di Santa Maria in Valle a Cividale del Friuli. Un documento berengariano dell'888 attesta che dei beni del monastero di Salt passarono all'abbazia di Sesto al Reghena. Dai documenti scritti si apprende, inoltre, che questo monastero godette i favori non solo degli ultimi re longobardi, ma anche da parte di Carlo Magno e Ludovico il Pio[10];
- Villa Savorgnan detta Castello nuovo a Savorgnano del Torre;

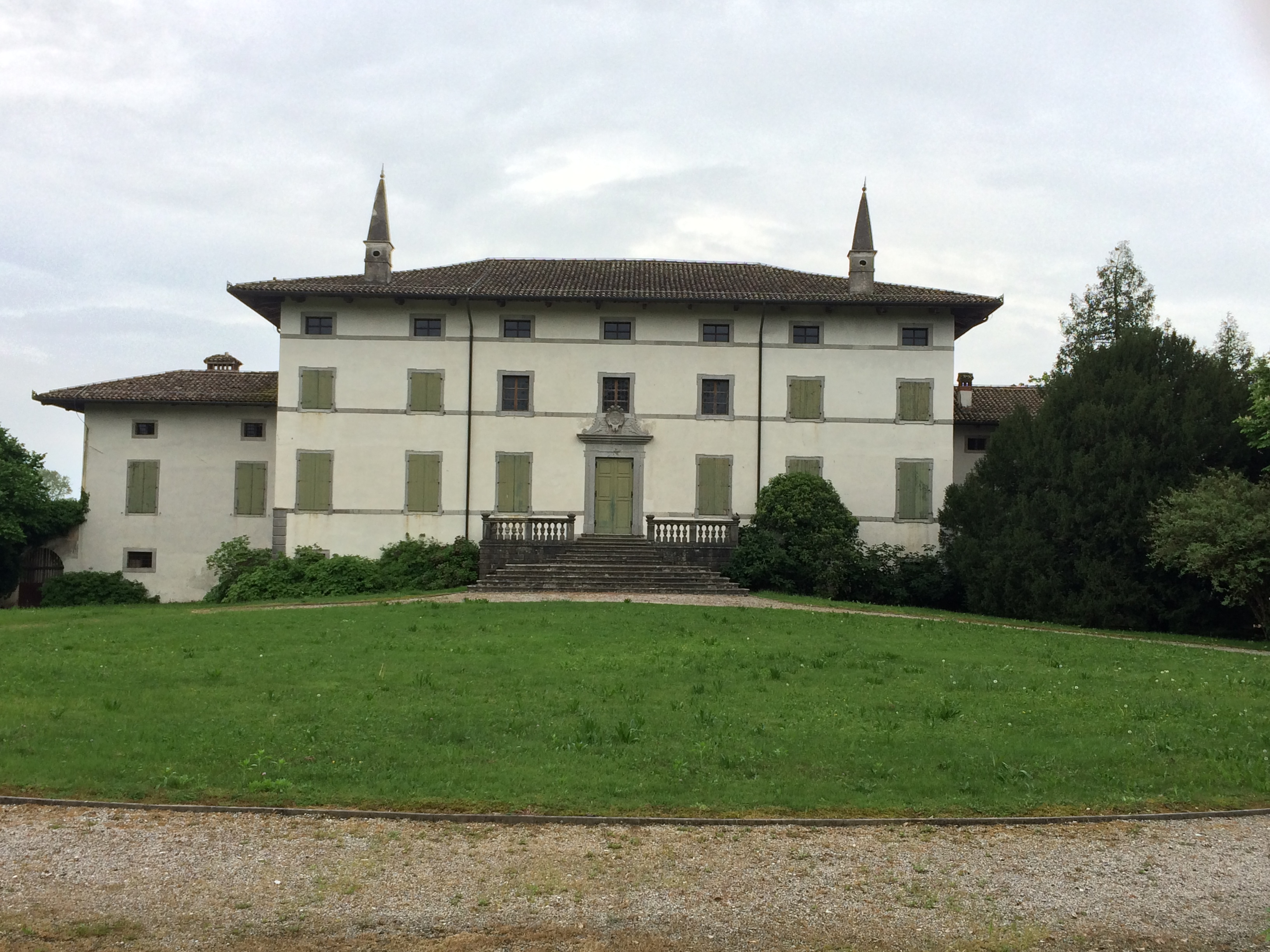
Villa Mangilli

- Villa MangilliVilla Mangilli Schubert a Marsure di Sotto - il corpo principale con un grande salone all'interno è stato aggiunto nel XVIII secolo ad un edificio precedente del quale resta anche la chiesetta costruita nel 1676 ed ampliata nel 1881. Il corpo principale della viila fu fatto costruire dai Mangilli, famiglia lombarda di commercianti;

- Chiesa di San Clemente a Povoletto e museo di arte sacra negli attigui locali della sagrestia;
- Chiesa di San Michele Arcangelo a Savorgnano;
- Chiesa di San Leonardo a Bellazoia;
- Chiesetta di San Pietro (XV secolo) a Magredis - piccolo edificio quattrocentesco con campanile a vela, nel presbiterio è presente un ciclo di affreschi di Gian Paolo Thanner e risalente al 1529. Nel basamento sono presenti dodici riquadri del Quattrocento con la Raffigurazione dei mesi dell'anno, che danno una vivida immagine della vita contadina in Friuli in quel periodo storico;
- Chiesa di San Nicolò a Primulacco al cui interno sono conservati affreschi di Gian Paolo Thanner;
- Oratorio di Sant'Eurosia a Marsure di Sopra;
- Chiesa dei Santi Vito, Modesto e Crescenzia a Grions del Torre.

## Società

### Evoluzione demografica
Abitanti censiti

### Lingue e dialetti
A Povoletto, accanto alla lingua italiana, la popolazione utilizza la lingua friulana. Ai sensi della Deliberazione n. 2680 del 3 agosto 2001 della Giunta della Regione autonoma Friuli-Venezia Giulia, il Comune è inserito nell'ambito territoriale di tutela della lingua friulana ai fini della applicazione della legge 482/99, della legge regionale 15/96 e della legge regionale 29/2007.
La lingua friulana che si parla a Povoletto rientra fra le varianti appartenenti al friulano centro-orientale.

## Cultura

### Eventi
- Quarte d'Avost, una delle più antiche sagre del Friuli. Si svolge a Povoletto la quarta settimana di agosto
- Festa dei fiori, fine aprile a Primulacco
- Concorso Internazionale per Giovani Strumentisti organizzato dall'Associazione Culturale Musicale EURITMIA, giugno a Povoletto
- Messa del patrono di Povoletto San Clemente il 23 novembre
- Messa del patrono di Bellazoia San Leonardo la prima domenica di settembre

## Geografia antropica

### Frazioni e località
- Bellazoia(friul. Bielezôe, slov. Svet Lenard) Bellazoia è un piccolo centro abitato situato tra l’alta pianura friulana e i primi rilievi delle Prealpi Giulie, ai piedi delle colline. Essa è il paese più orientale del comune ed è l’unica frazione di Povoletto posta al lato sinistro del torrente Malina, confinando a Nord con il Comune di Attimis e a Sud ed est con il Comune di Faedis. Per raggiungerla non serve ormai da tempo guadare torrenti o rivoli ma basta percorrere il rettilineo che dal ponte di Ronchis di Faedis conduce all'abitato e che ci fa ancora intravedere il rialzo "dell'alveo della Malina vecchia". Il luogo, nei documenti più antichi chiamato Zumpita, diventò proprietà dei nobili di Cuccagna che, verosimilmente nella prima metà del 1200, vi fecero costruire, su preesistenti abitazioni di epoca romana, una chiesetta dedicata a San Leonardo, il santo che si dedicava a riscattare i prigionieri di guerra o ingiustamente detenuti. Col recente restauro sono stati salvati piccoli capolavori di scultura opera di Bartolomeo Ortari (fine seicento, primi del settecento), l'altare settecentesco e specialmente due affreschi, probabilmente del XV secolo; il più conservato, opera di autore molto esperto, rappresenta la Madonna con Bambino in braccio mentre tiene in mano una mela.
- Belvedere (friul. Bielvedè) Belvedere è la più piccola frazione del comune e la sua storia è legata alla famiglia Partistagno, ramo Cuccagna, che al posto di un luogo fortificato preesistente costruì, nel 1467, la Domus Magna interamente su progetto originale. I nobili di Partistagno che possedevano manieri ben arroccati nella zona pedemontana, scelsero qui di costruire una nuova residenza all'incrocio delle strade Attimis-Udine, Savorgnano-Salt-Udine e dell'allora trafficato guado di Rizzolo, sul torrente Torre, che univa Tricesimo a Cividale del Friuli. Il paesino era attorniato da una selva, un frutteto e magnifici giardini. Ma alla morte dell'ultimo Partistagno avvenuta nel 1801, il conte Giuseppe, che già poco si era interessato del suo feudo, seguì un periodo di completo abbandono. Cadde in rovina anche l'antica chiesetta di San Bartolomeo, certamente anteriore al 1318, che conservava le spoglie mortali di alcuni membri dell'illustre famiglia.
- Grions del Torre (friul. Griôns) Grions del Torre è la frazione più meridionale del comune e si può agevolmente raggiungere percorrendo l'ottocentesca strada postale che, dopo essersi staccata dalla Udine - Cividale, lambisce la moderna zona industriale. I documenti più antichi che ci annotano il nome risalgono alla seconda metà del 1200 e ci raccontano di una selva di Grions. Un secondo atto del 1293 ci svela la dipendenza della zona dai Savorgnan che si erano assicurati la giurisdizione sul primo paese che religiosamente ed economicamente dipendeva dal Capitolo di Cividale, mantenendo così la continuità nella gestione delle acque della Roggia Cividina che, dotata di diversi mulini, proseguiva già allora sino a Cerneglons. L'antico abitato di snodava lungo la via principale che ancora lascia intravedere ampi porticati e difendeva la chiesa parrocchiale posta all'interno. In essa si può ammirare il magnifico altare barocco del 1703, in legno dorato opera dello scultore Bartolomeo Orari, di Caporetto, molto attivo anche in altre chiese della zona.
- Magredis (friul. Magredis, slov. Magredi) L'abitato di Magredis sorge, per la maggior parte, su un piccolo e dolce rialzo del terreno che era quanto bastava, in tempi andati, a metterlo al riparo dalle esondazioni del torrente Malina che scorre lì vicino. Il toponimo indica una situazione di terreno magro, poco fertile e ghiaioso che contrasta con la realtà attuale diametralmente opposta come probabilmente già lo era anche nell'anno 762 quando è testimoniata l'esistenza di aziende agricole, casas in Magretas, alle dirette dipendenze del monastero benedettino femminile di Salt. La chiesa parrocchiale intitolata all'Assunta, pur essendo molto antica ma sovente rimaneggiata, non contiene rilevanti tracce del suo passato, mentre queste si possono ammirare nell'altro oratorio, quello di San Pietro. Gli affreschi del presbiterio di quest'ultimo edificio risalgono al 17 giugno 1518 e sono opera di Gian Paolo Thanner. Sembrano quasi sostenuti dallo zoccolo sul quale si ammirano dodici quadretti che rappresentano i mesi dell'anno e raccontano i divertimenti signorili ed i lavori di una fattoria tra la fine del 1400 e la prima metà del '500.
- Marsure di Sopra (friul. Marsure Disore) Marsure di Sopra, sino a qualche anno fa, era un piccolo agglomerato di case con un mulino sulla strada che da Belvedere portava a Savorgnano. Il fervore edilizio ha unito queste case al paese di Primulacco. La regolamentazione delle abbondanti acque della Roggia Cividina e del Rio Maggiore, che qui si incrociano, hanno permesso uno sfruttamento adeguato del terreno che risulta fertile e abitato sin da tempi remoti. Infatti presso l'antico abitato sono venuti alla luce reperti del periodo Neolitico e, oltre ai classici oggetti in selce, sono stati ritrovati diversi piccoli menhir, alcuni anche con figure appena abbozzate, e perimetri di piccoli insediamenti abitativi. La frazione è conosciuta per la villa, attualmente proprietà della famiglia Zanardi-Landi, la chiesetta di Sant'Eurosia, ora dell'Annunziata, ed il piccolo giardino, ben visibile sulla strada principale di fronte alla villa, adornato di statue grottesche, pipinas, di origine ignota e forse resti di costruzioni precedenti.
- Marsure di Sotto (friul. Marsure Disôt) La frazione Marsure di Sotto è attualmente conosciuta grazie alla villa dei marchesi Mangilli, ora Schubert. Le origini del luogo sono però molto più antiche ed hanno avuto il momento di maggiore sviluppo artigianale quando poterono sfruttare a fondo l'improvviso, anche se lento, dislivello dell'alveo della Roggia Cividina. In poche centinaia di metri si trovano le testimonianze di ben tre insediamenti artigianali seguiti da altri nella zona immediatamente a valle. Non erano solo semplici mulini ma ogni salto era dotato di più ruote che muovevano anche seghe e battiferro. Le ville gentilizie della zona, Mangilli e Coren, erano abbellite da peschiere alimentate da un sistema di canali derivati proprio dal vicino corso della Roggia Cividina. Nella frazione sorge il complesso scolastico delle scuole materne, elementari e medie del Comune corredato da moderni impianti sportivi.
- Primulacco (friul. Primulà) Primulacco è una delle frazioni che ultimamente ha vissuto un rilevante incremento edilizio abitativo. Il nuovo non ha fatto dimenticare la tradizione storica della frazione che si colloca sulla sponda sinistra del Torre nel punto in cui, allargando il suo alveo, il bizzoso corso d'acqua consente uno dei primi facili guadi. La chiesetta di San Nicolò, nel vecchio borgo, non finisce di stupire gli appassionati di archeologia o coloro che nella storia locale trovano la propria identità culturale. Sulle pareti e sulla volta del presbiterio, opportunamente restaurate, hanno ripreso colore le figure che Gian Paolo Thanner affrescò nel 1544 coprendo lavori di pittori precedenti.
- Ravosa (friul. Ravose, slov. Revosa) Ravosa è sempre stato un centro viario di notevole importanza trovandosi sulla strada di collegamento della zona montana del bacino del torrente Malina, e zone limitrofe, con Tricesimo, Udine e la pianura in genere. Già i Romani ne avevano intuito l'importanza e, sfruttando il terreno argilloso, vi avevano costruito fornaci i cui resti sembrano accompagnare il tracciato della vecchia strada per Attimis. Alcuni mattoni ed embrici, ritrovati anche fra le case del paese in occasione di recenti restauri, testimoniano direttamente l'antichità del paese stesso. Nel periodo medioevale è documentata l'esistenza di un vivace traffico di legname che, attingendo a ricchi e pregiati boschi, riforniva il mercato del prezioso materiale.Le acque del torrente Malina sono ancora fonte d'acqua per i roielli di Ravosa, Magredis e Siacco. Sulla piazza del paese sorge l'ottocentesca chiesa di San Martino, costruita sul luogo di un'omonima chiesetta del secolo XIV della quale sono ancora conservati alcuni affreschi nell'attuale sacrestia.
- Salt (friul. Sât) Salt è la frazione più vicina al capoluogo e il confine fra i due nuclei abitati, che si snoda contorto fra moderne costruzioni commerciali, amene villette e orticelli, è un antico retaggio che ci riporta a lotte endemiche per la riscossione del quartese fra la parrocchia di Povoletto e la matrice di Nimis. Uno slargo della strada che porta a Udine, ottenuto anche con il riempimento di un antico fossato, ci lascia ammirare l'allineamento fortificato dell'antico borgo a cortina, all'interno del quale si accedeva attraverso i sottoportici ancora in parte utilizzati e decorati con icone dipinte come voto ai santi protettori. Un tempo Salt fu caposaldo militare romano messo lì a guardia dei facili guadi del torrente Torre. Lo stesso fortilizio o una villa romana fortificata durante il periodo longobardo divenne centro amministrativo di una nobile famiglia longobarda e destinato poi a monastero benedettino femminile, ricco di territori gestiti in parte al cinquanta per cento con quello maschile di Sesto al Reghena e dotato di un ospizio, senodochio, che sorgeva nelle vicinanze
- Siacco (friul. Sià) La frazione di Siacco viene nominata per la prima volta nel celebre atto del 762 quando al monastero femminile di Salt vengono ufficialmente riconosciute le aziende agricole del paese. L'antichità della chiesetta, che sorge in mezzo al verde di moderne colture, viene confermata dall'intitolazione a San Vitale e quindi alla prima diffusione del cristianesimo nella zona. Le testimonianze scritte risalgono alla seconda metà del 1200. La vocazione agricola fu messa a dura prova dalle acque impetuose del torrente Malina che lambisce la zona. Dai documenti traspare una ricorrente paura negli abitanti che si lamentano perché ad "ogni montana" si vedono costretti a ricostruire, a proprie spese, ben quattro ponti di legno per evitare l'isolamento totale e corrono il rischio, già avvenuto peraltro, di vedersi strappare il terreno dalle acque del Malina che cambia facilmente alveo. Ma non va sottovalutata anche la vocazione artigianale della zona che poteva vantare le ruote di svariati mulini, battiferro e segherie mossi dai "salti" della Roggia Cividina detta anche di Siacco.
- Savorgnano del Torre (friul. Seorgnan, slov. Zavournjan) Savorgnano è la frazione posta più a nord del comune . Le prime notizie scritte risalgono all'anno 921 quando da Berengario I, Marchese del Friuli e Imperatore del Sacro Romano Impero, viene data la concessione di fortificare un preesistente castello. Questo sorgeva sul colle della Motta che attualmente è oggetto di una campagna di scavi dai risultati interessanti, ed era il centro amministrativo di uno dei più importanti feudi del Friuli. Venuto meno lo scopo strettamente difensivo, fu abbandonato per una più comoda e decorosa dimora che i nobili castellani si costruirono, sempre a Savorgnano, da dove potevano controllare le derivazioni d'acqua delle varie Rogge di Udine e della Cividina che da qui si dipartono. Anche se Savorgnano richiama immancabilmente alla memoria il casato che ne prese il nome, non si può dimenticare che in zona sono numerosi i resti di costruzioni romane, di cui una databile con il ritrovamento di una moneta di Costantino il Grande del 300 dopo Cristo. Certamente furono proprio i Romani ad introdurre in zona la coltivazione della vite, costante punto di forza dell'economia della frazione.

## Amministrazione
| Periodo | Periodo   | Primo cittadino     | Carica  | Note |
| ------- | --------- | ------------------- | ------- | ---- |
| 1995    | 1999      | Roberto Tracogna    | Sindaco |      |
| 1999    | 2004      | Roberto Tracogna    | Sindaco |      |
| 2004    | 2009      | Alfio Cecutti       | Sindaco |      |
| 2009    | 2014      | Alfio Cecutti       | Sindaco |      |
| 2014    | 2019      | Andrea Romito       | Sindaco |      |
| 2019    | 2023      | Giuliano Castenetto | Sindaco |      |
| 2023    | in carica | Giuliano Castenetto | Sindaco |      |